# Centre d'études interdisciplinaires des faits religieux
Le Centre d'études interdisciplinaires des faits religieux (CEIFR) (UMR 8216) créé à l'École des hautes études en sciences sociales (EHESS) en 1993 compte actuellement 20 chercheurs titulaires dont 23 chercheurs associés, 3 membres administratifs.
En 2012, le Centre accueille environ 40 doctorants (y compris des étudiants de DEA/Master recherche) encadrés par les chercheurs du CEIFR. Le CEIFR comprend également des chercheurs post-doctoraux et des collègues invités en résidence à l'École des hautes études en sciences sociales ou au CNRS pour des périodes de 1 mois à 1 an.
En 2015, le CEIFR est devenu le Centre d'études en sciences sociales du religieux (CéSor).  

## Les thématiques de recherche
- Axe 1 : Méthodes, disciplines, terrains

a) Aiguiser les concepts : le « dictionnaire dynamique » comme outil
b) Une interdisciplinarité de questionnement
c) Travailler les aires culturelles et les terrains transnationaux : le multi-site en pratique
- Axe 2 : Sécularisation, religion et politique

a) Sécularisation et marchandages cognitifs
b) Politique
c) Lien familial et parenté
d) Argent et économie
- Axe 3 : Croire en perspective mondialisée

a) Transmission
b) Affiliation et désaffiliation
c) Construction du croire
d) Croire en réseaux

## Enseignement
Master en sciences sociales, mention Sciences des religions et société (cohabilitée avec l'École pratique des hautes études).